# Michail Gomorov
Michail Gomorov (1898-1981) var en sovjetisk skådespelare och regiassistent.

## Filmografi (filmer som haft svensk premiär)[2]

### Roller
- 1925 - Pansarkryssaren Potemkin - matros
- 1925 - Strejken - arbetare med dragspel
- 1929 - Kampen för jorden - bonde

### Regiassistent
- 1925 - Pansarkryssaren Potemkin
- 1927 - Dagar som skakat världen
- 1929 - Kampen för jorden
- 1967 - Bezjins äng